# Kötschendorf
Kötschendorf ist eine Ortschaft in der Gemeinde Weitensfeld im Gurktal im Bezirk St. Veit an der Glan in Kärnten. Die Ortschaft hat 61 Einwohner (Stand 1. Jänner 2024).

## Lage
Die Ortschaft liegt im Süden der Gemeinde Weitensfeld, auf dem Gebiet der Katastralgemeinde Wullroß, östlich neben Zammelsberg, am Passübergang zwischen dem Gurktal mit dem Gemeindehauptort Weitensfeld und dem Wimitztal bzw. dem Goggausee.
Zur Ortschaft gehören die Häuser Kreuzwirth (Hausnr. 1), Seys (Nr. 4), Possacher (Nr. 5), Thurnbauer (Nr. 6), Fürst (Nr. 8), Klemer (Nr. 11), Schmied (früher Robinig, Nr. 12), Weber (Nr. 13), Grabenkeusche (früher Grabenbauer, Nr. 14), Stubenkeusche (Nr. 17), Waldkeusche (Nr. 18), Wegscheider (Nr. 20), Egger (Nr. 23), Stine (Nr. 24), Kramer (Nr. 28), Neubauer (Nr. 29), Nr. 35 (früher Presakeusche), und einige Häuser ohne Vulgonamen.

## Geschichte
Der Ort wird 1406 als Czezeldorf (wohl Falschschreibung statt Chezeldorf) und 1499 als Khetzenstorff erwähnt. Der Ortsname leitet sich vermutlich vom slowenischen Hoteša Ves (= Dorf des Hoteha) ab.
Der Vulgoname Thurnbauer im Ort deutet auf einen mittelalterlichen Wehrbau hin; passende urkundliche Erwähnung ist jedoch keine bekannt.
Bei Gründung der Ortsgemeinden Mitte des 19. Jahrhunderts kam Kötschendorf an die Gemeinde Weitensfeld.
Bei der Kärntner Gemeindestrukturreform von 1973 kam Kötschendorf an die damals neu errichtete Gemeinde Weitensfeld-Flattnitz, bei deren Auflösung 1991 wieder zur Gemeinde Weitensfeld im Gurktal.

## Bevölkerungsentwicklung
Für die Ortschaft ermittelte man folgende Einwohnerzahlen:
- 1816: 68 Einwohner[3]
- 1869: 16 Häuser, 69 Einwohner[4]
- 1880: 15 Häuser, 76 Einwohner[5]
- 1890: 14 Häuser, 103 Einwohner[6]
- 1900: 15 Häuser, 109 Einwohner[7]
- 1910: 16 Häuser, 88 Einwohner[8]
- 1923: 16 Häuser, 97 Einwohner[9]
- 1934: 118 Einwohner[10]
- 1961: 22 Häuser, 95 Einwohner[11]
- 2001: 28 Gebäude (davon 26 mit Hauptwohnsitz) mit 28 Wohnungen; 96 Einwohner und 3 Nebenwohnsitzfälle; 26 Haushalte; 1 Arbeitsstätte, 12 land- und forstwirtschaftliche Betriebe[12]
- 2011: 28 Gebäude, 75 Einwohner, 25 Haushalte, 2 Arbeitsstätten[13]
- 2021: 29 Gebäude, 65 Einwohner, 26 Haushalte, 4 Arbeitsstätten[14]

## Persönlichkeiten
- Josef Lechner, Bürgermeister von Weitensfeld im 19. Jahrhundert